# ジョン・サクスビー
ジョン・サクスビー（John Saxby、1821年8月17日 - 1913年4月22日）は、イギリス・ブライトン出身のイギリスの鉄道技術者で、鉄道信号分野で働き、転轍機と信号機を連動させる連動装置を発明した。のちにサクスビー・アンド・ファーマー社の共同経営者となった。

## 生誕
サクスビーはブライトンにおいて1821年8月17日に生まれ、1834年に13歳で大工および建具師としての見習いを始めた。1840年にロンドン・アンド・ブライトン鉄道のブライトン鉄道工場にオーク製のマイルポストを製作する大工として雇われ、そこで彼はマイルポスト生産の自動化をする道具を設計した。彼はのちに、工場の大工・建具師・縫い師・型紙製作者・配管工・ガス工事担当者、そのほかの労働者の親方となった。

## 鉄道信号

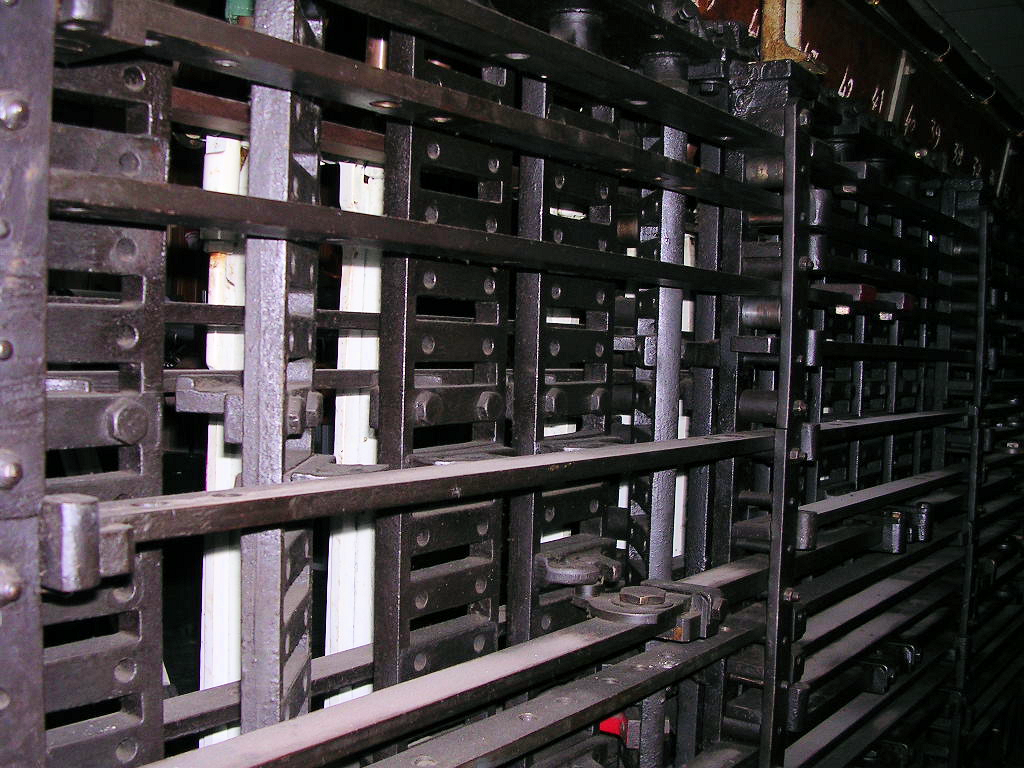
フランスのニームの駅に保存されているサクスビー式連動装置

1850年代初頭に信号機の問題による2件の事故がロンドン・ブライトン・アンド・サウス・コースト鉄道で発生した。サクスビーは鉄道の安全問題に関心を持つようになり、当時使われていた信号灯火に比べ多くの利点があり費用も節約できる改良された信号灯火を発明した。また、転轍機と信号機を連動させる装置（連動装置）も発明した。1856年にサクスビーは、鉄道の分岐点のすべての転轍機と信号機を一度に動作させるように設計されたこの設計で特許を取得した。転轍機と信号機を動作させるだけではなく、同じ分岐点の他の信号機が不適切に使われないように鎖錠することもできた。
最初の連動装置はロンドン南部オールド・ケント・ロード近郊のブリックレイヤーズ・アームズ分岐点に導入された。8基の腕木式信号機と6基の分岐器が備えられており、ロンドン・ブリッジ駅と近くの貨物ヤードへの出入りのルートを信号扱所から制御していた。

## サクスビー・アンド・ファーマー社

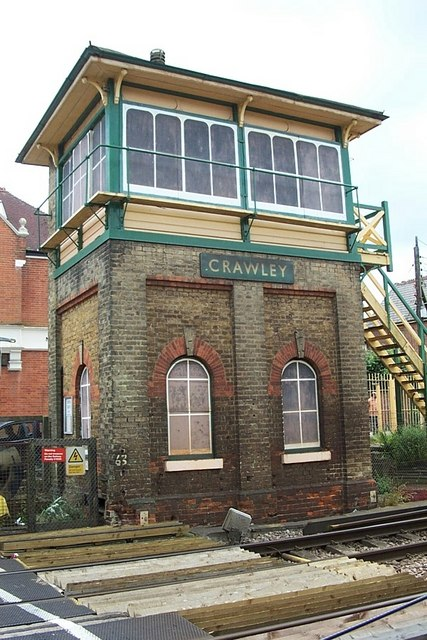
サクスビー・アンド・ファーマー社が1877年に建設したクローリーの信号扱所

1861年にサクスビーは鉄道を退職して、ヘイワーズ・ヒースにおいて信号装置を製作する自身の事業を立ち上げた。翌年、ロンドン・ブライトン・アンド・サウス・コースト鉄道で管理者助手を務めていたジョン・スティンソン・ファーマーが共同経営者として加わった。サクスビー・アンド・ファーマー社は鉄道信号設備の指導的製造業者となり、ロンドンのキルバーンに工場を立ち上げ、最終的に3,000人の労働者を雇うようになった。会社は他にブリュッセルにも工場を設立した。
1868年に会社は世界で最初の道路用の交通信号機をサウス・イースタン鉄道の技術者ジョン・ピーク・ナイトの設計に基づいて製作し、ロンドンのジョージ・ストリートに設置した。
1875年には、各車両のブレーキをつないでより強力なブレーキ力が得られるようになる、最初の機械式ブレーキを発売した。サクスビーの息子のジェームズはパリ近郊のクレイユに1878年に信号機工場を設立した。1860年代から1880年代にかけて、サクスビー・アンド・ファーマー社は鉄道信号設備の製造において独占的な存在であった。会社が供給した設備の多くは、20世紀の大半の期間にわたって使われ続けた。

### 信号扱所
サクスビー・アンド・ファーマーは鉄道会社の立場で信号扱所の建設に責任を負う主要な契約業者となった。各契約業者の信号扱所の設計の中でも、1876年から1898年にかけて建設されたタイプ5と称されるものがもっとも成功をおさめ長く使われることになり、現在のネットワーク・レールにおいても11か所が依然として使用され、さらに保存鉄道やそのほかの保存箇所に10か所が残されている。
サクスビーとファーマーの共同経営は1888年に終了し、フランスの工場は1889年にジョン・サクスビーの会社の一部となった。サクスビーの設立したイギリスの会社は、1901年に他の数社の同業者と合併してウェスティングハウス・ブレーキ・アンド・シグナルとなった。フランスの会社は現在ではユナイテッド・テクノロジーズの一部となっている。
ジョン・サクスビーは1913年4月22日にサセックスのハソックスで亡くなった。彼を記念する飾り額がブライトン駅に設けられている。